# 再生

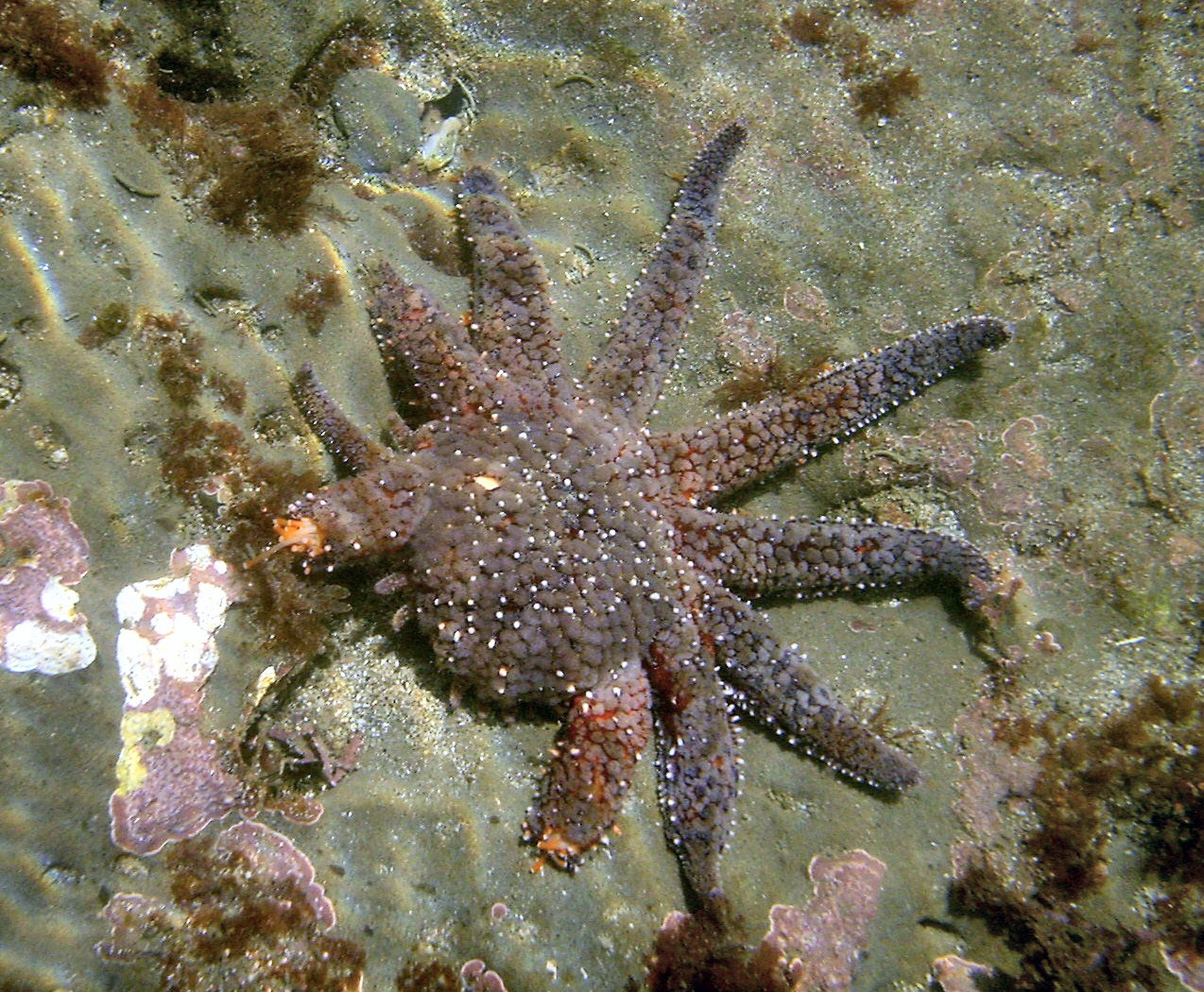
海星断枝的再生

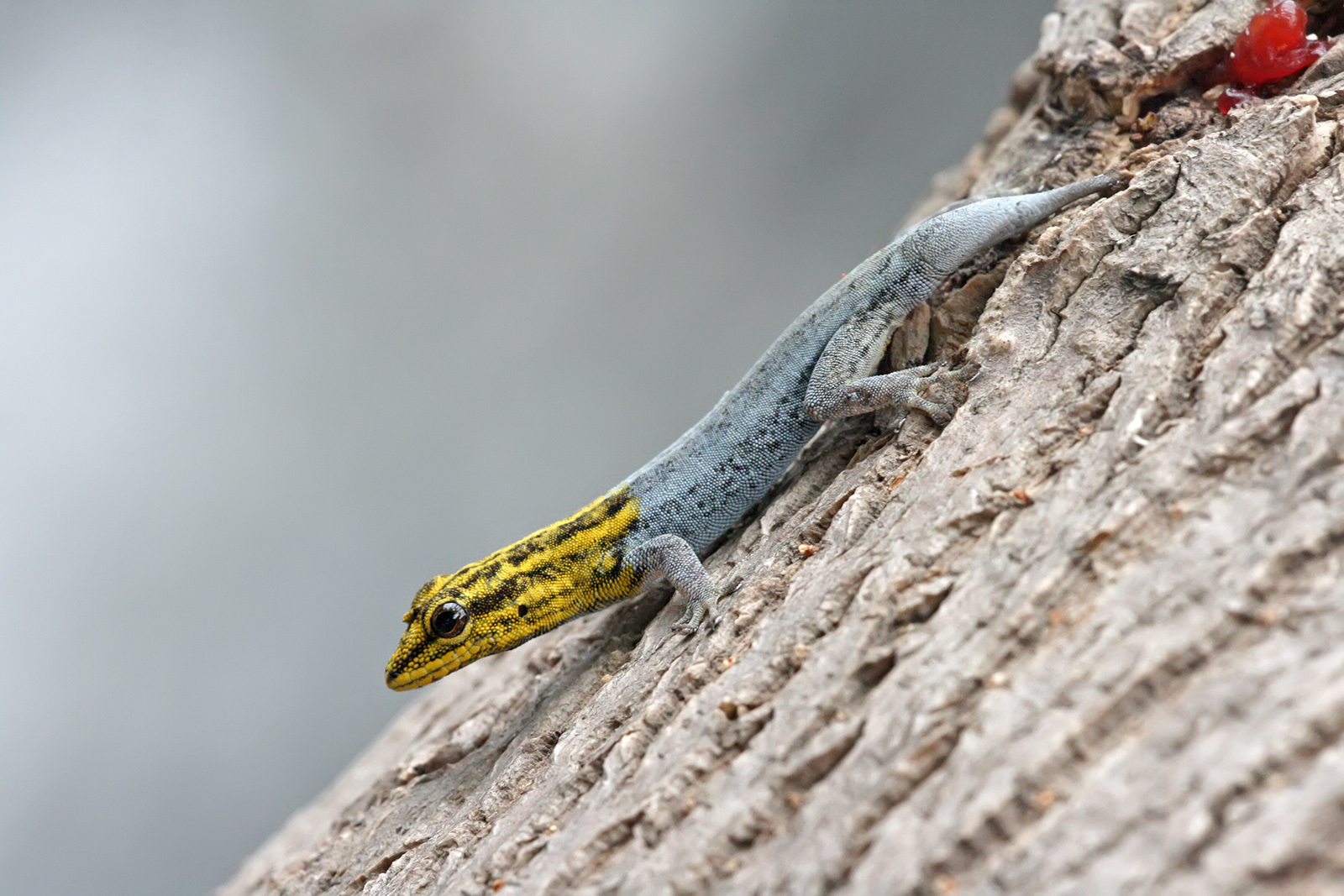
矮黄头壁虎尾巴的再生

在生物学中，再生是指由基因组、细胞、微生物和生态系统对在自然环境下所造成的自身损伤的一种重建、恢复和发育的过程。从细菌到人类，任何物种都有再生能力。再生可以是完全性再生，即损伤后由周围同种细胞来修复，或者是不完全性再生，即损伤后坏死组织由纤维结缔组织来修复。在再生开始阶段，再生是由DNA合成的分子过程介导的。生物学中的再生主要是指多细胞生物通过修复及保持他们的生理和形态的完整性的一种性狀。再生从根本上说是由基因调节的无性细胞过程。再生不同于繁殖。举例来说，水螅通过出芽生殖的方式进行再生而不是繁殖。
水蛭与涡虫长期作为具有极强适应性的再生能力的模型生物。一旦受伤，他们的细胞就被激活，并开始修复组织及器官回到初始状态。两栖动物中的其中一目有尾目（如蝾螈），很可能是脊椎动物中再生能力最强的生物，其四肢、尾、爪、眼睛和各种内部结构都有很强的再生能力。器官的再生是多细胞动物中一种常见和广泛的适应能力。在相关条件下，一些动物可以通过断裂、出芽或分裂的方式进行无性生殖。比如涡虫，首先通过中间部份的收缩、分割分裂成两半，并且每一半形成一个新的个体，成为原始的克隆。棘皮动物（如海星）、小龙虾，以及许多爬行动物和两栖动物有着很强的再生能力。一个很典型的例子就是自割，当动物察觉到危机时，会主动分离肢体或尾巴，以避免被捕获。肢体或尾巴自断后，断处细胞开始进行修复，组织将重新生成。生态系统也同样可以再生。如在森林火灾或者病虫害爆发之时，一些先鋒物種会占据并争夺生存空间，从而开拓他们新的栖息地。在生态学中，这种新的生长方式被称作再生。

## 细胞基础
在细胞损伤后，多细胞生物的组织结构形成是由基因表达调控所决定。神经细胞释放一些与快速生长相关的蛋白质，如Gap-43蛋白、微管蛋白、肌动蛋白以及数组神经肽和细胞因子从而诱导损伤细胞生理反应从而再生。许多参与的基因在组织的原始再生中被重新激活。在斑马鱼的原基细胞中，再生过程由msx家族的4个同源异形基因所调控。

## 組織再生
“多細胞生物使用成年個體體细胞的幹细胞衍生的去分化或/和转分化细胞，包括组织结构预先重新排列的规则，可以在相同动物的不同组织中表达并重建出与周围相适应的组织极性、结构和形式:873。”在该发育过程中，基因被重新激活用于改变不同组织的分化能的性质。发育及再生涉及到把细胞群协调及组织成胚基（干细胞再生开始时的细胞基团）。细胞的去分化意味着他们在再生过程中失去了那些组织特异性的功能。不应该同转分化混淆，转分化指的是细胞在再生过程中失去了其组织特异性，然后重新分化成不同类型的细胞。在人體的進階應用被稱之為再生醫療，相關學術研究可能包含:
- 特定細胞提供者之篩選與其細胞之處理、保存及提供。
- 高技術性組織、細胞之處理及製造。
- 種源細胞之蒐集及保存。
- 人體組織、細胞提供之勸募及推廣。

## 两侧对称动物
涡虫再生能力极强。举例来说，涡虫可以纵向或者横向分裂成两个不同个体。在一项科学实验中，T. H. Morgan发现，涡虫只需要其1/279一块即可以成功再生为一个新的蠕虫。这个大小（约10,000个细胞）通常被认为是涡虫可再生为一个新的个体的最小片段。涡虫的再生属于割处再生，即截断后，断处的细胞形成胚基。

### 脊椎动物

#### 两栖动物
一些简单点的动物如花虫类动物具有很强的再生能力。因为拥有需要长时间保持自己的身体形态免遭破坏而随时起作用的干细胞（neoblast）。受伤后，他们会分裂和分化出缺少的组织和器官。这个过程在脊椎动物里要复杂得多，但尽管如此，蝾螈断肢后仍有很强大的再生能力。蝾螈的肢体再生已经被作为一个课题被广泛研究中。
蝾螈的肢体再生主要分为2个步骤，首先成熟细胞去分化成类似胚胎干细胞的状态，其次这些细胞发育成新的组织。 
肢体断掉后，在不到12小时内，表皮会增生覆盖断枝的截断面，形成所谓的顶端上皮帽（AEC）。在接下来的几天时间里，残存的细胞去分化形成胚基（大量去分化增殖的细胞）。随着胚基的形成，一些用于形成胚胎的基因，如HoxA与HoxD被激活。肢体的远端（如手或脚）尖端形成第一个胚基。而在其中间部位随着胚基的发育逐渐被填充。肢体的运动神经元、肌肉和血管再生，并与断枝相匹配。整个过程的时间随着生物年龄的不同而有所变化，成熟个体肢体功能完全恢复的时间大约为一个月到三个月时间。 
尽管历史上只有少数人员从事研究肢体再生的工作，但最近已经把作为基因模型生物的蝾螈（Ambystoma mexicanum）进行研究取得重大进展。这一进展已经促进了基因组学，生物信息学、体细胞遗传子导入及其他领域的发展，也创造了重要生物学特性进步的机会，如在蝾螈上发现的肢体再生。钝口螈的遗传资源保藏和利用中心（AGSC）是由美国国家科学基金会支持的对蝾螈的再生、繁殖所进行研究的一个组织。该组织位于肯塔基的大学，AGSC是专门为在美国各地和国外供应以良好基因为特点的蝾螈的胚胎、幼虫和成熟个体的实验室。美国国立卫生研究院资助了该项蝾基因组计划（SGP），且已建立第一个以两栖动物基因图谱和附加因子为主的数据基地，并建设了研究界的门户网站 。
研究人员在澳洲的蒙纳士大学再生医学研究所出版了一本书籍，当移除吞噬碎片的巨噬细胞时，蝾螈的再生能力丧失，组织被瘢痕组织所代替。

#### 哺乳动物
再生的机制在墨菲罗斯大鼠中被发现，并且与p21基因的失活有关。
至少两种刺毛鼠屬，分别是Acomys kempi与Acomys percivali，能够完全再生由自割受损的组织。这些物种可再生毛囊、皮肤、汗腺、毛皮和软骨。
与大多数脊椎动物的胚胎/幼獸相比，哺乳动物中蝾螈和鱼的成熟个体具有有限的再生能力。但Robert O. Becker的使用电刺激的再生治疗疗法，已经在大鼠以及一般哺乳动物中出现了不错的效果。
墨菲罗斯大鼠（MRL）是小鼠属中表现再生能力最强的品种。研究在正在研究这些动物并试图把这种能力应用到人类身上。
通过比较愈合良好的MRL鼠和愈合不良的C57BL/6鼠的基因表现差异，已经确定36个基因用于决定这种愈合能力。
MRL鼠的再生能力保护他们免于心肌梗死，成年哺乳动物心肌细胞的再生是十分局限的，因为心脏的心肌细胞几乎都处于G0期，即终末分化期。MRL鼠在心脏病发作后同一般的鼠类的心肌损伤和瘢痕组织数几乎一样，然而，根据最新的研究证明，这种情况并非永远如此，心脏损伤后的MRL小鼠能够再生损伤部位的组织。

#### 人类

##### 手掌
在1932年5月，L.H. McKim在《加拿大医学协会杂志》上发表了一份报告，它描述了一个成年人手指指端缺损的再生。家庭外科医生在蒙特利尔总医院做了末端指骨截肢手术以防止感染蔓延。在不到一个月的手术后，X-射线分析表明骨已经再生完成，而肉眼观察发现指甲和皮肤也已再生。他是成年人手指指端再生的最早记载例子之一 。
在20世纪70年代的研究发现，10岁左右的儿童意外失去手指指端，事实上可以在一个月内再生自己的手指指端而不是皮肤的简单愈合。再生的手指通常不会有指纹，而且如果有任何一块手指甲留下来的话都可以再生，再生出来的指甲一般为方形而不是圆形。
在2005年8月，Lee Spievack在他六十多岁的时候不小心切掉右手中指尖端正上方的指骨。他的弟弟Alan Spievack博士是研究再生的，并且给他提供了细胞外间质，由麦高文学院（页面存档备份，存于）再生医学的Stephen Badylak博士开发。Spievack先生首先将粉末覆盖伤口附近，他的手指尖端在接下来数周的时间成功再生。该消息发布于2007年，也是第一位成年人手指尖端成功再生的报导案例。然而，Ben Goldacre形容它是“手指从来没有丢失”，并引用利兹大学手外科的西蒙凯教授看过Goldacre提供的图后说的“相当不起眼的普通的指尖损害与愈合”的话。
CNN也报导过类似的案例。一位名叫Deepa Kulkarni的妇女失去了她的小拇指指尖，医生告诉她做什么都无法挽回了。她个人请了多位专家，包括Badylak，最终她接受了再生疗法，并成功再生出了她受损的指尖。

##### 脚掌
脚趾发生坏疽或老年人脚指头烧伤也可以在坏疽治疗后再生出脚趾及趾甲。

##### 肋骨
目前已经证明，人类的肋骨可以再生，如果骨膜及周围的肋骨膜未发生损害。在一项研究中用肋骨材料帮助头骨进行重建的12例患者的肋骨切除手术后发现肋骨发生了完全再生。

##### 肝脏
人类的肝脏具有极强的再生能力，哪怕肝组织被切除到只有四分之一大小，主要是因为肝细胞的分化能所致。肝切除能诱导剩余肝细胞的增殖，直到失去部份被恢复，其中肝脏反应灵敏度直接与被切除的质量相关。啮齿类动物的肝脏切除已经作为一个模型被研究了80年，用来研究细胞的增殖。

##### 肾脏
肾脏的再生能力仍然未被开发。肾脏的基本功能和结构单元是肾单位，它主要由肾小球，肾小管，集合管和肾小管周围毛细血管四部份组成。相比而言，属于脊椎动物的哺乳动物的肾的再生能力是有限的。
在哺乳动物肾中，我们已经可以知道肾小管的急性损伤是可以再生的。最近的研究还发现了肾小球的再生。在急性损伤时，近端小管更容易受伤，而基底膜受伤的上皮细胞脱落成为肾单位。尚存的上皮细胞，经过迁移、分化、增殖和再分化补充损伤后的近曲小管上皮内层。最近，由肾脏的参与干细胞的肾小管再生已经被发现了。而后，肾干细胞的概念被提出。除了尚存的肾小管上皮细胞和肾干细胞，骨髓干细胞也被证实参与了近端小管的再生，然而，该机制仍然存在争议。最近，研究关于骨髓干细胞分化成肾脏细胞的能力的文章不断出现。
与其他器官一样，肾脏还可以在如鱼类等低等脊椎动物中完全再生。一些已知的鱼类，如金鱼、鳐鱼、魟鱼和鲨鱼的肾脏再生能力都很强。在这些鱼中，肾被部份切除后都能完整再生。

##### 心脏
只有少数动物心脏可以再生，哺乳动物的心肌（心肌细胞）仍有再生潛能（過去認為完全不能再生、但新研究認為仍有有些許再生能力），一旦心脏损害则会引起疤痕和纤维化。
有种长期存在的观点认为，哺乳动物的心肌细胞是终末分化，并不能分裂。然而抑制p38的MAP激酶，发现在成年哺乳动物的心肌细胞中能诱导出有丝分裂。用大鼠做实验，通过用FGF1和p38 MAP激酶抑制剂心脏的再生，能够减少瘢痕形成并提高心肌损伤的程度。

## 注腳
1. 1 2  Carlson, B. M. . Elsevier Inc. 2007: 400  [2013-12-08]. ISBN 978-0-12-369439-3. （原始内容存档于2016-10-03）.
2. ↑  Gabor, M. H.; Hotchkiss, R. D. . Journal of Bacteriology. 1979, 137 (3): 1346–1353  [2013-12-08]. PMC 218319 . PMID 108246. （原始内容存档于2008-07-24）.
3. 1 2  Min, Su; Wang, Song W.; Orr, William. . Pathology. pathol.med.stu.edu.cn. 2006  [2012-12-07]. （原始内容存档于2012-12-07）. (1) Complete regeneration: The new tissue is the same as the tissue that was lost. After the repair process has been completed, the structure and function of the injured tissue are completely normal
4. 1 2  Min, Su; Wang, Song W.; Orr, William. . Pathology. pathol.med.stu.edu.cn. 2006  [2012-12-07]. （原始内容存档于2013-11-10）. The new tissue is not the same as the tissue that was lost. After the repair process has been completed, there is a loss in the structure or function of the injured tissue. In this type of repair, it is common that granulation tissue (stromal connective tissue) proliferates to fill the defect created by the necrotic cells. The necrotic cells are then replaced by scar tissue.
5. ↑  Himeno, Y.; Engelman, R. W.; Good, R. A. . Proceedings of the National Academy of Sciences of the United States of America. 1992, 89 (12): 5497–5501. PMC 49319 . PMID 1608960. doi:10.1073/pnas.89.12.5497.
6. ↑  Bryant, P. J.; Fraser, S. E. . Developmental Biology. 1988, 127 (1): 197–208  [2013-12-08]. PMID 2452103. doi:10.1016/0012-1606(88)90201-1. （原始内容存档于2018-12-15）.
7. 1 2  Brokes, J. P.; Kumar, A. . Annu. Rev. Cell Dev. Biol.: 525–549. doi:10.1146/annurev.cellbio.24.110707.175336?select23=Choose.
8. 1 2  Sánchez, A. A.  (PDF). BioEssays. 2000, 22 (6): 578–590  [2013-12-08]. PMID 10842312. doi:10.1002/(SICI)1521-1878(200006)22:6<578::AID-BIES11>3.0.CO;2-#. （原始内容 (PDF)存档于2013-11-11）.
9. ↑  Reddien, P. W.; Alvarado, A. S. . Annual Review of Cell and Developmental Biology. 2004, 20: 725–757  [2013-12-08]. PMID 15473858. doi:10.1146/annurev.cellbio.20.010403.095114. （原始内容存档于2022-02-22）.
10. ↑  Campbell, N. A.  4th. California: The Benjamin Cummings Publishing Company, Inc. 2002: 1206.
11. ↑  Wilkie, I. . Microscopy Research and Technique. 2001, 55 (6): 369–396. PMID 11782069. doi:10.1002/jemt.1185.
12. ↑  Maiorana, V. C. . Nature. 1977, 2265 (5594): 533–535. doi:10.1038/265533a0.
13. ↑  Maginnis, T. L. . Behavioural Ecology. 2006, 7 (5): 857–872  [2013-12-08]. doi:10.1093/beheco/arl010. （原始内容存档于2015-12-05）.
14. ↑  Dietze, M. C.; Clark, J. S.  (PDF). Ecological Monographs. 2008, 78 (3): 331–347  [2013-12-08]. doi:10.1890/07-0271.1. （原始内容存档 (PDF)于2010-06-10）.
15. ↑  Bailey, J. D.; Covington, W. W.  (PDF). Forest Ecology and Management. 2002, 155: 271–278  [2013-12-08]. doi:10.1016/S0378-1127(01)00564-3. （原始内容存档 (PDF)于2013-11-11）.
16. ↑  Fu, S. Y.; Gordon, T. . Molecular Neurobiology. 1997, 14 (1–2): 67–116. PMID 9170101. doi:10.1007/BF02740621.[永久]
17. ↑  Akimenko, M.; Johnson, S. L.; Wseterfield, M.; Ekker, M.  (PDF). Development. 1996, 121 (2): 347–357. PMID 7768177.
18. 1 2  Alvarado, A. S.; Tsonis, P. A.  (PDF). Nat. Rev. Genet. 2006, 7 (11): 873–884  [2013-12-08]. PMID 17047686. doi:10.1038/nrg1923. （原始内容 (PDF)存档于2013-11-10）.
19. ↑  Kumar, A.; Godwin, J. W.; Gates, P. B.; Garza-Garcia, A. A.; Brokes, J. P. . Science. 2007, 318 (5851): 772–7. PMC 2696928 . PMID 17975060. doi:10.1126/science.1147710.
20. 1 2  Odelberg SJ. . PLoS Biology. August 2004, 2 (8): E232. PMC 509298 . PMID 15314652. doi:10.1371/journal.pbio.0020232.
21. 1 2  Bryant SV, Endo T, Gardiner DM. . The International journal of developmental biology. 2002, 46 (7): 887–96. PMID 12455626.
22. ↑  Mullen LM, Bryant SV, Torok MA, Blumberg B, Gardiner DM. . Development (Cambridge, England). November 1996, 122 (11): 3487–97. PMID 8951064.
23. ↑  Endo T, Bryant SV, Gardiner DM. . Developmental Biology. June 2004, 270 (1): 135–45. PMID 15136146. doi:10.1016/j.ydbio.2004.02.016.
24. ↑  http://www.ambystoma.org （页面存档备份，存于） Sal-Site website
25. ↑  Souppouris, Aaron. . the verge.com. 2013-05-23  [2013-12-08]. （原始内容存档于2018-11-25）. Macrophages are a type of repairing cell that devour dead cells and pathogens, and trigger other immune cells to respond to pathogens.
26. ↑  . ScienceDaily.   [21 May 2013]. （原始内容存档于2017-03-26）.
27. ↑  Bedelbaeva K, Snyder A, Gourevitch D, Clark L, Zhang X-M, Leferovich J, Cheverud JM, Lieberman P, Heber-Katz E. . Proceedings of the National Academy of Sciences. March 2010, 107 (11): 5845–50  [2013-12-08]. PMC 2851923 . PMID 20231440. doi:10.1073/pnas.1000830107. （原始内容存档于2019-04-13）. 简明摘要 – PhysOrg.com.
28. ↑  .   [2013-12-08]. （原始内容存档于2017-09-18）.
29. ↑  Seifert, Ashley W.; Kiama, Stephen G.; Seifert, Megan G.; Goheen, Jacob R.; Palmer, Todd M.; Maden, Malcolm. . Nature. 2012-09-26, 489 (7417): 561–565  [2012-01-24]. doi:10.1038/nature11499. （原始内容存档于2022-10-14）.
30. ↑  Becker RO.  (PDF). Nature. Jan 1972, 235 (14): 109–111.
31. ↑  Becker RO. . Bull N Y Acad Med. May 1972, 48 (4): 627–41. PMC 1806700 . PMID 4503923.
32. ↑  Masinde G, Li X, Baylink DJ, Nguyen B, Mohan S. . Biochemical and Biophysical Research Communications. April 2005, 330 (1): 117–22. PMID 15781240. doi:10.1016/j.bbrc.2005.02.143.
33. ↑  Mansuo L. Hayashi, B. S. Shankaranarayana Rao, Jin-Soo Seo, Han-Saem Choi, Bridget M. Dolan, Se-Young Choi, Sumantra Chattarji, and Susumu Tonegawa. . Proceedings of the National Academy of Sciences. 2007 July, 104 (27): 11489–94. PMC 1899186 . PMID 17592139. doi:10.1073/pnas.0705003104.
34. ↑  Abdullah I, Lepore JJ, Epstein JA, Parmacek MS, Gruber PJ. . Wound Repair Regen. 2005 Mar-April, 13 (2): 205–208. PMID 15828946. doi:10.1111/j.1067-1927.2005.130212.x.
35. ↑  .   [2013-12-08]. （原始内容存档于2018-12-15）.
36. ↑  McKim, L.H. . The Canadian Medical Association Journal. May 1932, 26 (5): 549–550. PMC 402335 . PMID 20318716.
37. ↑  Wicker, Jordan; Kenneth Kamler. . Annals of the New York Academy of Sciences. August 2009, 1172 (1): 95–109. PMID 19735243. doi:10.1111/j.1749-6632.2009.04413.x.
38. 1 2  Weintraub, Arlene. . BusinessWeek. MAY 24, 2004  [2013-12-08]. （原始内容存档于2006-06-24）.
39. ↑  Illingworth Cynthia M. . J. Ped. Surgery. 1974, 9: 853–858.
40. ↑  . MSNBC. Associated Press. February 19, 2007  [October 24, 2008]. （原始内容存档于2012-11-26）.
41. ↑  Goldacre, Ben. . The Guardian. May 3, 2008. （原始内容存档于2012-08-28）.
42. ↑  Woman's persistence pays off in regenerated fingertip （页面存档备份，存于） by Elizabeth Cohen. CNN website, September 9, 2010 4:51 p.m., page found 2010-09-16.
43. ↑  DeMarco, Peter. 1986. Method of treatment of animal and human tissues damaged by burns and frank visible gangrene. US 4618490
44. ↑  Munro IR, Guyuron B. . Annals of Plastic Surgery. November 1981, 7 (5): 341–346. PMID 7332200. doi:10.1097/00000637-198111000-00001.
45. ↑  . Bio-Medicine. 2007-04-17  [2007-04-17]. （原始内容存档于2019-09-07）.
46. ↑  Michael, Dr. Sandra Rose.  (PDF). 15th Annual AAAAM Conference. 2007: 2  [October 24, 2008]. （原始内容 (PDF)存档于2008年11月20日）.
47. ↑  Higgins, GM and RM Anderson RM. . Arch. Pathol. 1931, 12: 186–202.
48. ↑  Michalopoulos, GK and MC DeFrances. . Science. April 4, 1997, 276 (5309): 60–66. PMID 9082986. doi:10.1126/science.276.5309.60.
49. ↑  Kurinji Singaravelu et al.(July 2009). "In Vitro Differentiation of MSC into Cells with a Renal Tubular Epithelial-Like Phenotype". Renal Failure 31(6):492-502.  http://www.informaworld.com/smpp/content~content=a913452182~db=all~jumptype=rss
50. ↑  .   [2013-12-08]. （原始内容存档于2020-02-18）.
51. ↑  Felix B. Engel, Patrick C. H. Hsieh, Richard T. Lee, Mark T. Keating. . Proceedings of the National Academy of Sciences. 2006 October, 103 (42): 15546–15551. PMC 1622860 . PMID 17032753. doi:10.1073/pnas.0607382103.